# Sulfate d'hydrazine
Le sulfate d'hydrazine est un composé chimique de formule brute N2H6SO4. Il s'agit du sel d'hydrazine N2H4 et d'acide sulfurique H2SO4. Il se présente sous la forme d'une poudre blanche cristallisée inodore et incombustible, soluble dans l'eau chaude. C'est un intermédiaire de la préparation de l'hydrazine pure.
On obtient le sulfate d'hydrazine par réaction directe de l'acide sulfurique sur de l'hydrazine ou sur de l'hydrate d'hydrazine N2H4·H2O :
N2H4 + H2SO4 → N2H6SO4,
N2H4·H2O + H2SO4 → N2H6SO4 + H2O.
Au laboratoire, il est possible de produire du sulfate d'hydrazine à partir d'une solution d'urée CO(NH2)2 traitée avec une solution d'hypochlorite de sodium NaOCl puis acidifiée avec de l'acide sulfurique H2SO4 :
CO(NH2)2 + NaOCl + 2 NaOH → N2H4 + NaCl + Na2CO3 + H2O,
N2H4 + H2SO4 → N2H6SO4.
Une autre synthèse en laboratoire repose sur la réaction de l'azoture d'hydrazine N2H5N3 avec l'acide sulfurique, qui donne un précipité de sulfate d'hydrazine et de l'acide azothydrique HN3 :
N2H5N3 + H2SO4 → N2H6SO4 + HN3.